# Corrado Gini
Corrado Gini, Konrad Gini (ur. 23 maja 1884 w Motta di Livenza, zm. 13 marca 1965 w Rzymie) – włoski statystyk i demograf. Twórca współczynnika Giniego, miary nierównomiernego rozkładu wartości, w szczególności nierównomiernego rozkładu dochodu w społeczeństwie. Opisał właściwości rozkładu beta, zasugerowanego wcześniej przez Karla Pearsona.

## Życiorys
W 1905 ukończył studia na Uniwersytecie Bolońskim, a potem rozwijał karierę akademicką na uniwersytetach w Cagliari (do 1913), Padwie (do 1925) oraz Rzymie. Prowadził tam wykłady z zakresu nauk politycznych, jak również statystyki i ekonomii. Od 1926 do 1932 pełnił obowiązki dyrektora Istituto centrale di statistica. W tym czasie zaangażował się w działania ruchu faszystowskiego, ale stopniowo wycofywał swoją aktywność w tym zakresie, koncentrując się bardziej na aktywności akademickiej. Mimo tego do 1945 nie zerwał oficjalnie z faszystami, co zaowocowało zakazem wykładów. W 1946 sąd przywrócił mu prawo nauczania.
Był założycielem czasopism naukowych, m.in. „Metronu” (1920) oraz „Genusa” (1934). Do jego zainteresowań naukowych należały: biologiczne, demograficzne, statystyczne, społeczne i gospodarcze uwarunkowania rozwoju nowoczesnych narodów, był współtwórcą nowoczesnej ekonometrii.
W latach 30. XX wieku odbył podróż do Polski i na Litwę. Badał tam społeczności karaimskie. Wyniki ekspedycji Giniego, podważające rasowe związki Karaimów i Żydów, nabrały znaczenia podczas klasyfikowania przez Niemców tej społeczności w kontekście holocaustu i łagodniejszego jej przez nich potraktowania.